# Колокольчик Портеншлага
Колоко́льчик По́ртеншлага (лат. Campánula portenschlagiána) — небольшое декоративное травянистое растение, вид рода Колокольчик семейства Колокольчиковые (Campanulaceae).
В естественных условиях встречается на севере Балканского полуострова, эндемик.

## Ботаническое описание
Многолетнее травянистое растение, часто со множеством стеблей, не превышающее 15—20 см в высоту. Стебли желтовато-зелёные, иногда сиреневатые, ползучие или приподнимающиеся, обычно голые или же с немногочисленным простым белым опушением ближе к верхушке.
Листья очерёдные, зелёные, снизу более бледные, почти округлые или почковидные в очертании, с закруглённым концом и сердцевидным основанием, городчато-зубчатые, голые или с коротким опушением по жилкам. Прикорневые листья 1—2,5×1—3 см, на черешках до 12 см длиной, стеблевые схожие, прогрессивно уменьшающиеся в размерах по приближении к верхушке.
Цветки 20—28 мм в диаметре, многочисленные, собранные в рыхлые разветвлённые верхушечные соцветия, на коротких или средней длины голых или коротко- белоопушённых цветоножках. Чашечка 5—7 мм длиной, почти полностью разделённая на пять чашелистиков, голая или покрытая едва заметным белым опушением. Венчик 15—25 мм длиной, фиолетово-синий, воронковидный, разделённый на 5 треугольно-ланцетовидных лепестков на ¼—⅖ длины. Тычинки с белыми нитями и кремовыми пыльниками, в числе пяти. Пестик сиреневатый, с желтоватым рыльцем.
Плод — коробочка 5—7 мм длиной со множеством эллиптических бледно-коричневых семян 1—2 мм.
Диплоидный набор хромосом — 2n = 34.

## Распространение
Эндемик северной части Балканского полуострова (бывшая Западная Югославия, современные Хорватия, Черногория, Босния и Герцеговина). Произрастает на скалах и каменистых участках.
Растение натурализовалось в Новой Зеландии, Великобритании и Франции.

## Таксономия
Вид был впервые описан австрийским ботаником Йозефом Августом Шультесом в 5-м томе 16-го издания Systema vegetabilium Карла Линнея, вышедшем в декабре 1819 года.
Назван в честь австрийского ботаника Франца фон Портеншлага-Ледермайера (1772—1822), в гербарии которого это растение хранилось под названием Campanula muralis.

### Синонимы
- Campanula affinis Rchb. ex Nyman, 1879, nom. illeg.
- Campanula muralis Port. ex A.DC., 1830, nom. inval.
- Campanula portenschlagiana f. grandiflora Soljan, 1990
- Campanula portenschlagiana var. hirsuta Soljan, 1990
- Campanula portenschlagiana var. pumila Soljan, 1990
- Campanula portenschlagiana var. pubescens A.DC., 1839